# HD 131551
HD 131551 är en blå-vit stjärna som är belägen 494 ljusår från jorden i Paradisfågeln. Det är en B-typstjärna, och har nästan tre gånger solens massa. Den har en skenbar magnitud på 6,20.